# Mont Kisokoma
Le mont Kisokoma (木曽駒ヶ岳, Kisokoma-ga-take), l'une des 100 montagnes célèbres du Japon, se trouve sur les territoires des bourgs de Miyada, district de Kamiina, et Kiso et Agematsu, district de Kiso, préfecture de Nagano dans la région du Chūbu au Japon. Culminant à 2 956 m d'altitude, c'est le point culminant des monts Kiso.

## Rivières
Les rivières suivantes qui ont leur source dans le mont Kisokoma descendent vers la baie d'Ise et l'océan Pacifique :
- la Name-gawa, Shōzawa-gawa (affluent du fleuve Kiso) ;
- l'Odagiri-gawa, l'Ōtagiri-gawa (affluent du fleuve Tenryū).